# لورا ويسبيكار
لورا ويسبيكار (بالفرنسية: Laura Weissbecker)‏ هي ممثلة فرنسية، ولدت في 3 أكتوبر 1984 في فرنسا.

## أعمال

### أفلام
- (2012) سي زد 12

## وصلات خارجية
- لورا ويسبيكار على موقع IMDb (الإنجليزية)
- لورا ويسبيكار على موقع ألو سيني (الفرنسية)
- لورا ويسبيكار على موقع أول موفي (الإنجليزية)
- لورا ويسبيكار على موقع قاعدة بيانات الفيلم (الإنجليزية)
- لورا ويسبيكار على موقع كينوبويسك (الروسية)